# Дялу-Глемея
Дялу-Глемея (рум. Dealu Glămeia) — село у повіті Вилча в Румунії. Входить до складу комуни Зетрень.
Село розташоване на відстані 183 км на захід від Бухареста, 56 км на південний захід від Римніку-Вилчі, 49 км на північ від Крайови.

## Населення
За даними перепису населення 2002 року у селі проживали 59 осіб, усі — румуни. Усі жителі села рідною мовою назвали румунську.